# لنسینگ (میشیگان)
لنسینگ مرکز ایالت میشیگان آمریکاست.
کاپیتول ایالت میشیگان در اینجا قرار دارد.
این شهر از سال ۱۸۵۹ به عنوان مرکز ایالت میشیگان انتخاب شد، پیش از لنسینگ شهر دیترویت مرکز ایالت میشیگان بود امروزه دیترویت مرکز اقتصادی میشیگان و لنسینگ مرکز سیاسی ایالت می‌باشد.